# Candomblé
Candomblé er en moderne brasiliansk religion med afrikansk islæt. Det er karakteristisk for denne religion, at dogmer og gudsforestillinger spiller en tilbagetrukken rolle, mens den religiøse praksis domineres af ritualer, der skal formidle en mere eller mindre direkte omgang mellem guderne og de troende. Det mest centrale religiøse element er besættelse, hvor forskellige afrikanske guder manifesterer sig direkte i indviede præstinder, de såkaldte filhas de santo eller "åndedøtre".
Denne religion og den beslægtede, men mere spiritualistiske umbanda beskrives i artiklen "Sydamerikas levende guder" fra Faklen nr. 12, hvor det bl.a. hedder:
"Kulten er centreret omkring såkaldte terreiros, hvor orixáerne dyrkes ved fester og kulthandlinger, der både kan være af privat og offentlig karakter. Guderne manifesterer sig direkte i kulthandlingen igennem besættelsen, hvor guden for en tid overtager bevidstheden hos et medium, en særligt indviet præst eller præstinde. Foruden orixáerne dyrkes også ofte en række andre ånder, først og fremmest cabocloer (indianerånder), erê’er (barneånder) og pretos-velhos (ånder af slaver, der døde i slaveri).
Guderne påkaldes ved hjælp af faste midler: Trommerne, hvis nøje indstuderede rytmer er specielle for hver ceremoni og hver gud; dansen, hvorunder præstinderne modtager ånden; sange på yorubasproget, der både tjener til at påkalde og hilse guden. Efterhånden som guderne ankommer, føres de om i et baglokale, hvor de udstyres med gudens klædedragt og attributter, hvorefter de tager del i dansen, hilser og hyldes."
Den danske antropolog Inger Sjørslev har beskrevet denne religion i bogen Gudernes Rum (Gyldendal, 1995).